# Barneville-la-Bertran
Barneville-la-Bertran é uma comuna francesa na região administrativa da Normandia, no departamento Calvados. Estende-se por uma área de 4,13 km². Em 2010 a comuna tinha 127 habitantes (densidade: 30,8 hab./km²).